# Don Barber
Don Barber (ur. 2 grudnia 1964 w Victoria w Kolumbii Brytyjskiej) – były kanadyjski hokeista. Występował w lidze NHL grając dla Minnesota North Stars i Winnipeg Jets. Rozegrał 115 spotkań strzelając 25 goli i zaliczając 32 asysty. Występował na pozycji napastnika.